# Stielgranate 41
La Stielgranate 41 (en alemany: "Granada enganxosa"; model 1941) era una granada dissenyada i construïda en el III Reich, de càrrega buida, autoestabilització, utilitzada pel canó antitancs PaK 36 de 3,7 cm, per poder dotar a aquest canó d'una millor capacitat antitancs.
El canó Pak 36 de 3,7 mm, que era l'arma estàndard antitancs de la Wehrmacht en 1940. Durant Batalla de França, va tenir problemes en penetrar als tancs de les forces franceses I angleses. En 1941, Durant la Operació Barbarroja, l'arma es va veure en una total inferioritat amb els tancs T-34 soviètics, o amb els tancs de la sèrie KV. El canó va ser reemplaçat per canons més potents, com el PaK 38 de 5 cm, però no es van produir mai suficients, I per això es va intentar augmentar la capacitat antitancs del PaK 36, creant un nou tipus de munició, la qual pogués fer-se càrrec dels tancs soviètics.

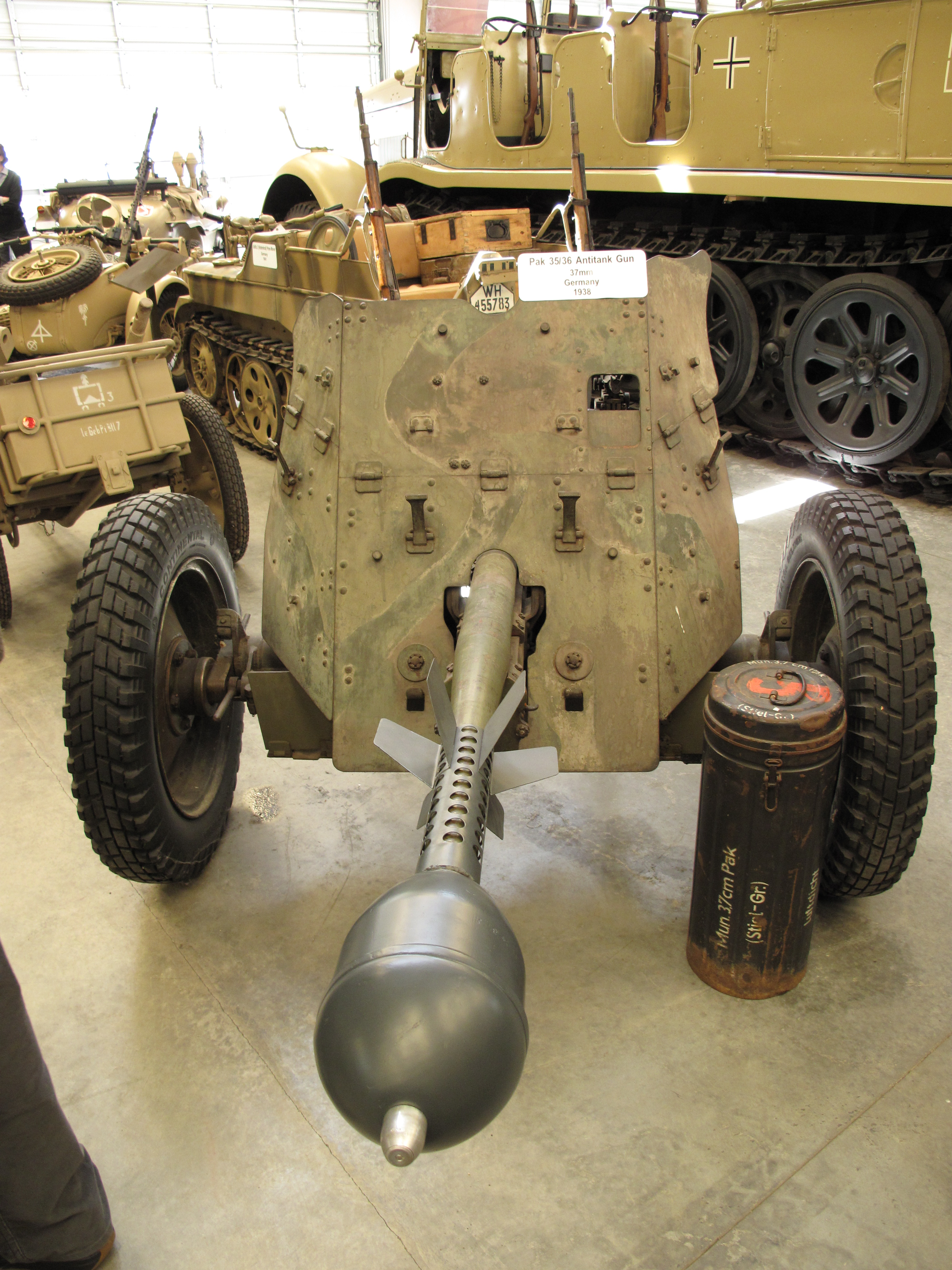
Pak 36 amb la Stielgranate 41 carregada

El disseny era com les granades de fusell, l'única diferencia era que aquesta era lleugerament més llarga. Aquesta nova munició utilitzava un Sistema de propulsió amb munició de fogueig, la qual propulsava la bala fins a les velocitats de 110 m/s, amb una distància efectiva d'uns 800 metres (amb el canó amb elevació de 25°) i al voltant de 180 metres com a distància mínima (amb el canó amb una elevació de 5°).
Estava equipada amb dos detonadors d'artilleria: un en la punta, I l'altre en el cos de l'arma, per assegurar la destrucció de la bala I de l'objectiu. Podia disparar tanta munició d'alt explosió antitancs, amb una càrrega de 2,42 kg d'alt explosiu, I capaç de penetrar 180 mm de blindatge. L'impacte de la bala era igual de mortal, sense importat la distància, ja que el tret no depenia de la distància I al punt d'impacte, gràcies a l'efecte Munroe. Però per culpa de la baixa velocitat, la bala era molt imprecisa, I tenia un abast efectiu precís d'uns 300 metres.
Un altre desavantatge de la Stielgranate era que el carregador havia de deixar la coberta, anar a la part davantera del canó I col·locar una altra granada en el canó.

## Especificacions[2]
- Pes net: 8,6 kg
- Contingut explosiu:
  - TNT: 2,42 kg, càrrega buida
- Llargada total: 73,9 cm
- Diametre del plançó: 37 mm
- Diametre total: 160 mm
- Detonador[3]
  - Base del detonador: Bd Z 5130 - Bodenzünder 5130
  - Detonador de la punta: AZ 5075 - Aufschlagzünder 5075 (identic al que utilitzen els cohets del Panzerschreck) o la versió millorada; AZ 5095 - Aufschlagzünder 5095